# Verneuil-sur-Igneraie
Verneuil-sur-Igneraie ist eine französische Gemeinde mit 343 Einwohnern (Stand: 1. Januar 2022) im Département Indre in der Region Centre-Val de Loire. Sie gehört zum Arrondissement La Châtre, zum Kanton La Châtre und zum Gemeindeverband Communauté de communes de la Châtre et Sainte Sévère. Die Einwohner werden Versurinois genannt.

## Lage
Verneuil-sur-Igneraie liegt etwa 35 Kilometer südöstlich von Châteauroux am namengebenden Fluss Igneraie. Umgeben wird Verneuil-sur-Igneraie von den Nachbargemeinden La Berthenoux im Norden und Nordosten, Thevet-Saint-Julien im Osten und Südosten, Lourouer-Saint-Laurent im Süden und Südosten, Nohant-Vic im Südwesten sowie Saint-Chartier im Westen und Nordwesten.

## Bevölkerungsentwicklung
| Jahr                      | 1962 | 1968 | 1975 | 1982 | 1990 | 1999 | 2006 | 2013 |
| Einwohner                 | 423  | 448  | 384  | 288  | 316  | 327  | 345  | 333  |
| Quelle: Cassini und INSEE |      |      |      |      |      |      |      |      |

## Sehenswürdigkeiten

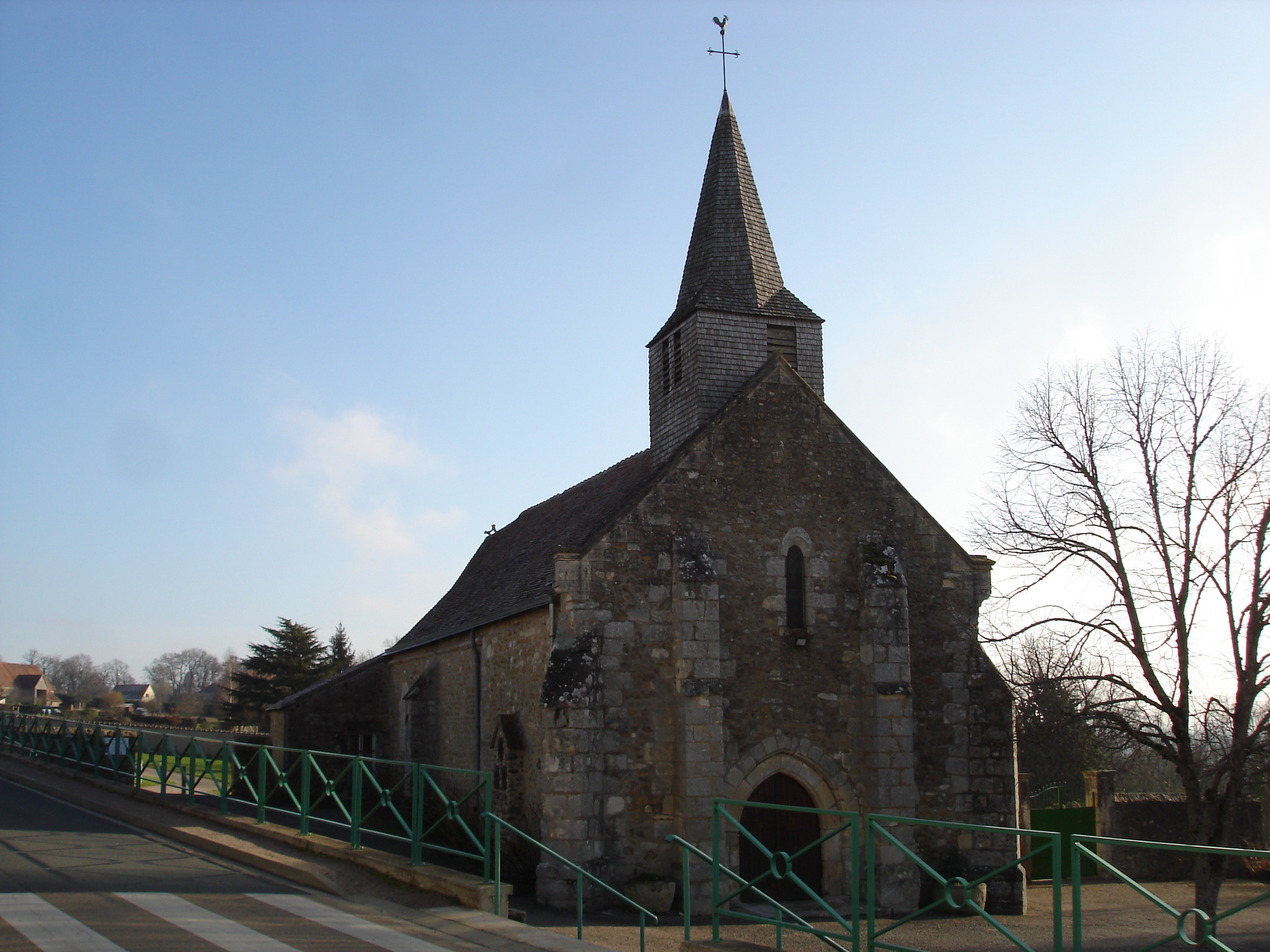
Kirche Saint-Hilaire

- Kirche Saint-Hilaire
- Schloss Le Coudray